# 西方马克思主义
西方马克思主义（英語：Western Marxism），有时简称为西马，一般定义为1920年代起出现于欧洲国家，主张以区别于“苏联式”(“列宁式”和“斯大林式”）的方法，在当下的历史条件中重新阐释马克思主义的一种激进的思潮 。最早提出“西方马克思主义”这一概念的是德国哲学家卡尔·科尔施，但目前更为广泛接受的定义则来自法国哲学家梅洛-庞蒂。梅洛-庞蒂在他1955年出版的著作《辩证法的历险》中首先将西方马克思主义的传统追溯到匈牙利哲学家格奥尔格·卢卡奇在1923年发表的《历史与阶级意识》，因此卢卡奇也被认为是西方马克思主义的创始人（尽管他本人不承认这点）。而卢卡奇又把罗莎·卢森堡看作是比自己更早的先驱人物。“西方马克思主义”可以用于泛指西方发达国家中的各种马克思主义思潮。某些西方马克思主义者也是欧美国家共产党的党员。实际上，西方马克思主义有着相当多的分支，而它们从来没有产生过共同的统一指导思想或纲领。由于大多数学者在转向马克思主义研究之前就已经拥有了相当的学术背景，因此他们将各自的学术背景与马克思主义相结合产生了众多不同的流派，如“结构主义的马克思主义”、“精神分析的马克思主义”等等。法兰克福学派是当代西方马克思主义的重要代表。
西方马克思主义诞生近一个世纪以来经历了第二次世界大战、六十年代激进运动和社会主义阵营解体等历史事件的冲击和影响后在今天，特别是在后现代文化研究、“新左翼运动”等方面仍然具备了重要的话语权。中国对西方马克思主义的研究始于上世纪八十年代，因为其马克思主义的背景而获得了较之其他西方现代哲学流派更大的重视，其批判及反思精神对研究中国目前的一些课题也具有积极的现实意义。部分中国学者并不承认西方马克思主义是马克思主义的一部分，认为其“否定和歪曲了马克思主义的基本原理”；《辞海》中“‘西方马克思主义’”条头本身带有引号，认为西方马克思主义“深受唯心主义影响”。

## 各主要流派及代表性人物
- 早期西方马克思主义：卢卡奇（布达佩斯学派）、科尔施、葛兰西
- 法兰克福学派：霍克海默、阿多诺、本雅明、马尔库塞、哈贝马斯、施密特
- 弗洛伊德马克思主义：威廉·赖希、马尔库塞、弗洛姆
- 新实证主义的马克思主义：科莱蒂（英语：Lucio Colletti）、德拉沃尔佩（英语：Galvano Della Volpe）
- 存在主义的马克思主义：列斐伏尔、梅洛-庞蒂、萨特
- 结构马克思主义：路易·阿尔都塞
- 分析马克思主义：G·A·柯亨、约翰·罗默、约恩·埃尔斯特
- 生态马克思主义：安德烈·高兹、本·阿格尔、威廉·莱易斯、戴维·佩珀
- 后马克思主义：厄尼斯特·拉克劳、尚塔尔·墨菲、晚期德里达、吉尔·德勒兹、詹明信、斯拉沃热·齐泽克、阿兰·巴迪欧、雅克·朗西埃

## 经典代表著作
- 卢卡奇·格奥尔格的《历史与阶级意识》
- 马尔库塞专门研究人道主义和异化理论的专著《历史唯物主义的基础》
- 法兰克福学派之霍克海默和阿多尔诺的《启蒙辩证法》，马尔库塞的《单向度的人》
- 路易·阿尔都塞的《保卫马克思》、《论再生产》，与他人合著的《读〈资本论〉》
- 斯拉沃热·齐泽克的《意识形态的崇高客体》、《视差之见》，阿兰·巴迪欧的《存在与事件》

## 历史

### 早期西方马克思主义
早期西方马克思主义以青年卢卡奇、葛兰西和科尔施等人为代表。活跃于二十世纪初期的西欧、中欧，受俄国十月革命影响很大。与列宁一样反对第二国际权威理论家伯恩施坦与考茨基的经济决定论的修正主义和教条主义在革命问题上的消极态度；而是高度强调人的主观能动性，认为无产阶级的集体意志可以使得经济事实适应于他们的意志，历史规律不是自动的自然过程，而是人类活动的结果，以人的活动为转移。早期西方马克思主义这样的认识是对十月革命的一种“理论反映”，是他们找寻无产阶级革命方式、道路的“理论成果”。他们认为，十月革命就是无产阶级革命意志作用的结果。也就是说，他们认为，十月革命之所以能取得胜利，夺取全国政权，是因为沙俄的无产阶级具有强烈革命要求、高昂的革命意志，才能在这个资本主义世界最落后的一环取得无产阶级革命成功。
早期西方马克思主义者也像马克思、恩格斯、列宁一样，首先是一个革命家，卢卡奇、葛兰西和科尔施分别参与组建了匈牙利共产党、意大利共产党、德国共产党；其次才是作为理论家。但是，在革命的道路和形式上，他们与列宁分道扬镳了。这是因为西欧国家的无产阶级的革命意志相对于马克思、恩格斯时代有所下降，由此就产生了一个如何激发无产阶级的革命意志的问题；另一方面则是他们高度强调人的主观能动性的结果，既然历史趋势、历史规律是人的活动的结果，可以因人的活动而改变，可以服从无产阶级的集体意志，那么首要的问题当然就是激发无产阶级的革命意志，促使无产阶级形成自己的阶级意识。早期西方马克思主义者经过考察发现，限制无产阶级意志、使无产阶级的革命意志出现消退的主要因素是资产阶级的意识形态和资本主义文化。因此得出结论：无产阶级革命的首要任务就是意识形态批判和文化批判，以此消解对无产阶级革命意志的限制，促成无产阶级的阶级意识和革命意识。这样，无产阶级革命的形式和道路就由政治斗争和经济斗争转移到文化斗争，就由现实的革命行动转移到理论的批判，并由此形成了西方马克思主义的整体思路。
列宁称这些早期西方马克思主义是一种历史“唯心主义”。列宁在1915年写的《哲学笔记》中感叹：“不钻研和不理解黑格尔的全部逻辑学，就不能完全理解马克思的《资本论》，特别是它的第一章。因此，半个世纪以来，没有一个马克思主义者是理解马克思主义的！”

### 法兰克福学派西方马克思主义
西方马克思主义的法兰克福学派是从20世纪30年代开始一直延续到60年代，以1956年苏联共产党第20次全国代表大会之后形成了高潮。其历史背景是，列宁去世后，斯大林通过对苏共内部其他领导人（如托洛茨基、布哈林等）的斗争，逐步掌握了苏联的党和国家的最高权力。斯大林在20世纪20年代末期开始实施苏联的农业集体化、第一个五年计划为开端的工业化建设，争取把在资本主义汪洋大海中包围的苏联“一国建成社会主义”工业化国家，在西方列强敌视与第一次世界大战后形成的复仇主义与法西斯军国主义的战争威胁下，苏联形成自卫国防的经济与工业基础。为此，斯大林高度强调经济建设与工业化对国家与革命成败命运的决定作用，提出了“延缓速度就是落后，而落后者是要挨打的”、“技术决定一切”、“干部决定一切”等，强调高度集中统一的政治体制与经济建设体制。在这些社会实践背景下，形成了西方社会称谓的斯大林主义，理论集中体现于1938年10月斯大林亲自主持编写的《联共（布）党史简明教程》。斯大林亲自撰写第四章第二节辩证唯物主义和历史唯物主义，系统阐述了斯大林对历史唯物主义的理解：把历史唯物主义看作辩证唯物主义在历史领域的应用，过分强调历史规律的客观性和经济的决定作用，忽视人的主观能动性，把历史唯物主义以及整个马克思主义哲学教条化、简单化、线性化等等。
与此同时，西欧当时是发达资本主义地区，经济发展水平已经是世界先进行列，因此西方马克思主义者以霍克海默、阿多诺、本雅明、马尔库塞、哈贝马斯、施密特、列菲伏尔、萨特、弗洛姆、赖希为代表，并不承认斯大林主义所主张的历史规律的客观决定性和经济发展的决定作用，因为西欧即便如此发达，也不具有无产阶级革命的现实可能。这些西方马克思主义者高举人道主义和社会批判理论的旗帜，反对斯大林主义的理论上的教条主义和实践上的极权主义。 西方马克思主义主张的人道主义，也是对早期第一代西方马克思主义者突出强调人的能动作用的继承和发展；同时也是对斯大林的高度集中集权的政治经济体制的反对、对第二次世界大战法西斯主义的反思、以及二战后冷战时代东西方核对峙的忧思。
萨特批判苏联马克思主义是斯大林对马克思主义的教条化和僵化的理解，认为斯大林把马克思主义变成了一种机械的决定论和教条主义的公式。萨特提出马克思主义是一种人学辩证法或历史辩证法，即历史唯物主义，而不是什么辩证唯物主义。
西方马克思主义者看到当代资本主义社会中工人的工资不断提高，参与了对世界整体剩余价值的分肥，西方无产阶级摆脱了贫困状态，分享着物质社会的舒适。无产阶级的革命性由此丧失，变成了沉醉于消费的、没有了批判性的单向度的人。西方资本主义社会的统治形式由原先政治的统治逐渐演变为技术的统治、理性的统治。面对这样一种形势，西方无产阶级革命或人的解放的首要任务就是激发无产阶级的革命意志，而激发的手段就是进行技术批判、意识形态批判、工具理性批判，或者说是社会批判、文化批判。这样，西方马克思主义就由马克思的生产关系批判转向生产力批判，就由现实的政治斗争、经济斗争转向理论批判和“文化大拒绝”。在现实中，西方马克思主义的这些批判并没有能够起到唤起西方民众的预期作用。
上述的西方马克思主义理论主张，是把马克思主义变成一种人的伦理抗议，把马克思主义伦理化、唯心化、人道化。

### 科学的西方马克思主义
1965年阿尔都塞的《保卫马克思》为代表的第三代西方马克思主义。反对把马克思主义人道化、人本化。认为以1844年的《德意志意识形态》为分水岭，此前马克思的思想属于意识形态阶段，此后进入了科学阶段。意识形态是指维护自身利益的理论主张；而这里的科学是指符合一般科学规范，可重复、可检验的理论与实践。阿尔都塞认为：马克思青年时期的著作，是一种不成熟的思想，并不代表真正的马克思；进入科学阶段的马克思彻底批判一切哲学人本学和人道主义，“同一切把历史和政治归结为人的本质的理论彻底决裂。”认为马克思在创立一门历史科学即历史唯物主义的同时，也创立了一种新的哲学，即辩证唯物主义。马克思的历史唯物主义并不是黑格尔历史哲学的“颠倒”，而是一种完全不同于黑格尔的科学理论，是一种在承认经济因素只是在归根到底的意义上起决定作用基础上的“多元决定论”。认为马克思的历史唯物主义与人道主义是格格不入的，因为历史唯物主义是科学，而人道主义是意识形态。历史唯物主义是一种“理论反人道主义”。

### 分析的西方马克思主义
在阿尔都塞的科学的西方马克思主义影响下，分析的西方马克思主义奠基之作——杰拉德·柯亨的《卡尔·马克思的历史理论：一个辩护》于1978年出版。科学的西方马克思主义由此进入“分析的阶段”或“逻辑实证主义阶段”。柯亨在该书序言中明确指出与阿尔都塞的关系：“L·阿尔都塞强烈地影响了当前对历史唯物主义的兴趣，……阿尔都塞的《保卫马克思》使我确信，永久重要的马克思是在《资本论》及其准备材料中被发现的。”“这本书为历史唯物主义辩护，提供支持它的论证，但更以我认为引人入胜的形式介绍这个理论。”柯亨指出，要辩护的是一种“老式的历史唯物主义，一种传统的概念。在这个理论中，历史从根本上来说是人类生产能力的增长，社会形态的兴起和衰落要以它们促进还是阻碍这种增长为转移。”亨所辩护的历史唯物主义既不同于阿尔都塞的多元决定的历史唯物主义，更不同于人本学的历史唯物主义，而是把生产力与生产关系、经济基础与上层建筑等作为基本范畴，把它们之间的关系作为基本原理的历史唯物主义。柯亨用分析哲学的标准、方法，把科学性、严格性、准确性、清晰性引入西方马克思主义研究。